# Neivamyrmex megathrix
Neivamyrmex megathrix är en myrart som beskrevs av Kempf 1961. Neivamyrmex megathrix ingår i släktet Neivamyrmex och familjen myror. Inga underarter finns listade i Catalogue of Life.